# Alberto Lattuada
Pour les articles homonymes, voir Lattuada.
Alberto Lattuada, né le 13 novembre 1914 à Milan et mort le 3 juillet 2005 à Orvieto, est un réalisateur, scénariste, acteur, producteur, critique d'art et de cinéma italien.
Intellectuel à la personnalité éclectique, passionné de littérature, d'art et de photographie, il est surtout connu pour avoir transposé sur le petit écran de nombreux romans célèbres et quelques films épiques. Selon Lorenzo Codelli, la carrière d'Alberto Lattuada sera « marquée par des allers et retours entre les chroniques brutales, et souvent satiriques, de l'actualité et les adaptations littéraires raffinées ». Au cours de sa longue carrière, il a découvert et lancé de nombreuses actrices telles que Marina Berti, Carla Del Poggio (qui est devenue son épouse), Valeria Moriconi, Jacqueline Sassard, Catherine Spaak, Dalila Di Lazzaro, Teresa Ann Savoy, Nastassja Kinski, Clio Goldsmith, Barbara De Rossi et Sophie Duez.

## Biographie

Alberto Lattuada lors d'un tournage en 1957.

Fils du compositeur Felice Lattuada, il grandit entre la campagne lombarde et Milan. Pendant ses études classiques au Liceo Ginnasio Giovanni Berchet, il fonde en décembre 1932 avec Alberto Mondadori le bimensuel Camminare..., dans lequel il fait office de critique d'art tandis que Mario Monicelli s'occupe de la critique cinématographique. L'année suivante, il fait sa première expérience cinématographique en tant que décorateur pour le court métrage Cuore rivelatore, adapté de la nouvelle éponyme d'Edgar Allan Poe et réalisé par un Mario Monicelli âgé de 18 ans. En 1935-1936, il collabore avec Mario Baffico à Il museo dell'amore en tant que conseiller couleur (il s'agit du premier moyen métrage italien entièrement tourné en couleur) et en tant qu'assistant réalisateur sur le long métrage La danza delle lancette (it). Entré en contact avec Gianni Comencini (frère du réalisateur Luigi) et Mario Ferrari, il se lance dans la recherche systématique de films anciens, les sauvant des entrepôts des distributeurs et jetant les bases de la future Cineteca Italiana de Milan.
Pendant ses années d'université au Regio Istituto Tecnico Superiore (École polytechnique de Milan), il adhère au Gruppo universitario fascista (GUF) et participe aux Lictoriales. C'est ainsi qu'il a pu organiser des projections rétrospectives, car seules les sections cinématographiques du GUF étaient autorisées à mener ces activités. Après avoir obtenu son diplôme d'architecte, il commence à collaborer avec diverses revues à partir de 1938 : dans Tempo illustrato, il écrit en tant que critique de cinéma, dans Domus, il écrit sur l'architecture et le mobilier, dans Frontespizio, il publie certains de ses récits littéraires. En 1940, dans le climat difficile de la guerre, il réussit à organiser une rétrospective de films français pour la Triennale de Milan. Le tumulte qui suit la projection de La Grande Illusion (1937) de Jean Renoir entraîne la suspension des projections et le groupe organisateur doit sauvegarder les films en les cachant de la police fasciste.

### Premières réalisations pendant la guerre

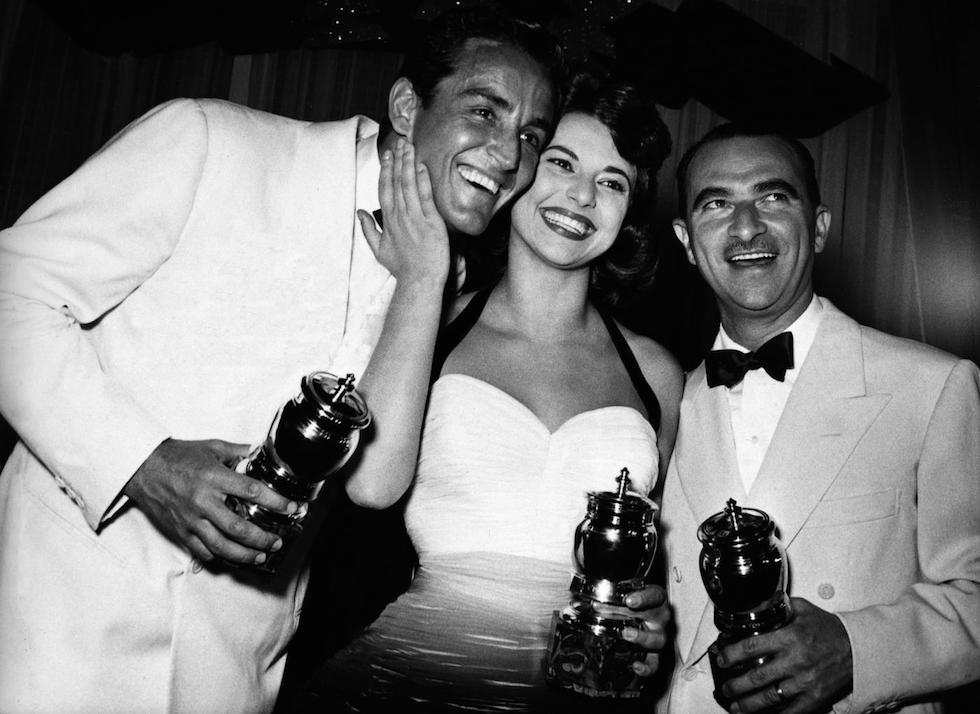
Vittorio Gassman, Giovanna Ralli et Alberto Lattuada lors des Grolla d'oro 1957.

En 1941, il organise sa propre exposition et publie un livre de photographies, Occhio Quadrato, mais passe immédiatement au cinéma à plein temps en tant qu'assistant réalisateur de Mario Soldati pour Le Mariage de minuit (1941) et en tant que scénariste de Ferdinando Maria Poggioli pour Oui madame. Entre 1942 et 1943, il réalise ses deux premiers films délibérément inspirés d'œuvres littéraires : Giacomo l'idealista (1943), d'après le roman du même nom d'Emilio De Marchi (it), et Le Passé qui tue (1945), d'après la nouvelle de Luciano Zùccoli. Grâce à leur origine littéraire, ils ont pu éviter les problèmes avec la censure et ont été critiqués par certains commentateurs comme étant des « exercices de style formels et calligraphiques ». En réalité, ils contiennent déjà presque tous les éléments stylistiques de son futur cinéma : l'équilibre interne du cadre, l'utilisation habile de l'éclairage et la mise en valeur des détails, les mouvements de caméra calibrés et les pauses de montage contrôlées, seront les figures auxquelles Lattuada restera fidèle. Giacomo l'idealista marque les débuts de Marina Berti, la première d'une série de figures féminines auxquelles Lattuada confie la tâche de retracer une psychologie, une culture, un climat social ou une atmosphère. Le Passé qui tue, l'un des premiers films italiens à explorer (avec prudence) l'univers de la sexualité infantile, a lui aussi connu une gestation mouvementée. Abandonné par le réalisateur après l'armistice de Cassibile, il a été repris et achevé par Mario Costa qui n'est cependant pas crédité au générique.

### Après-guerre

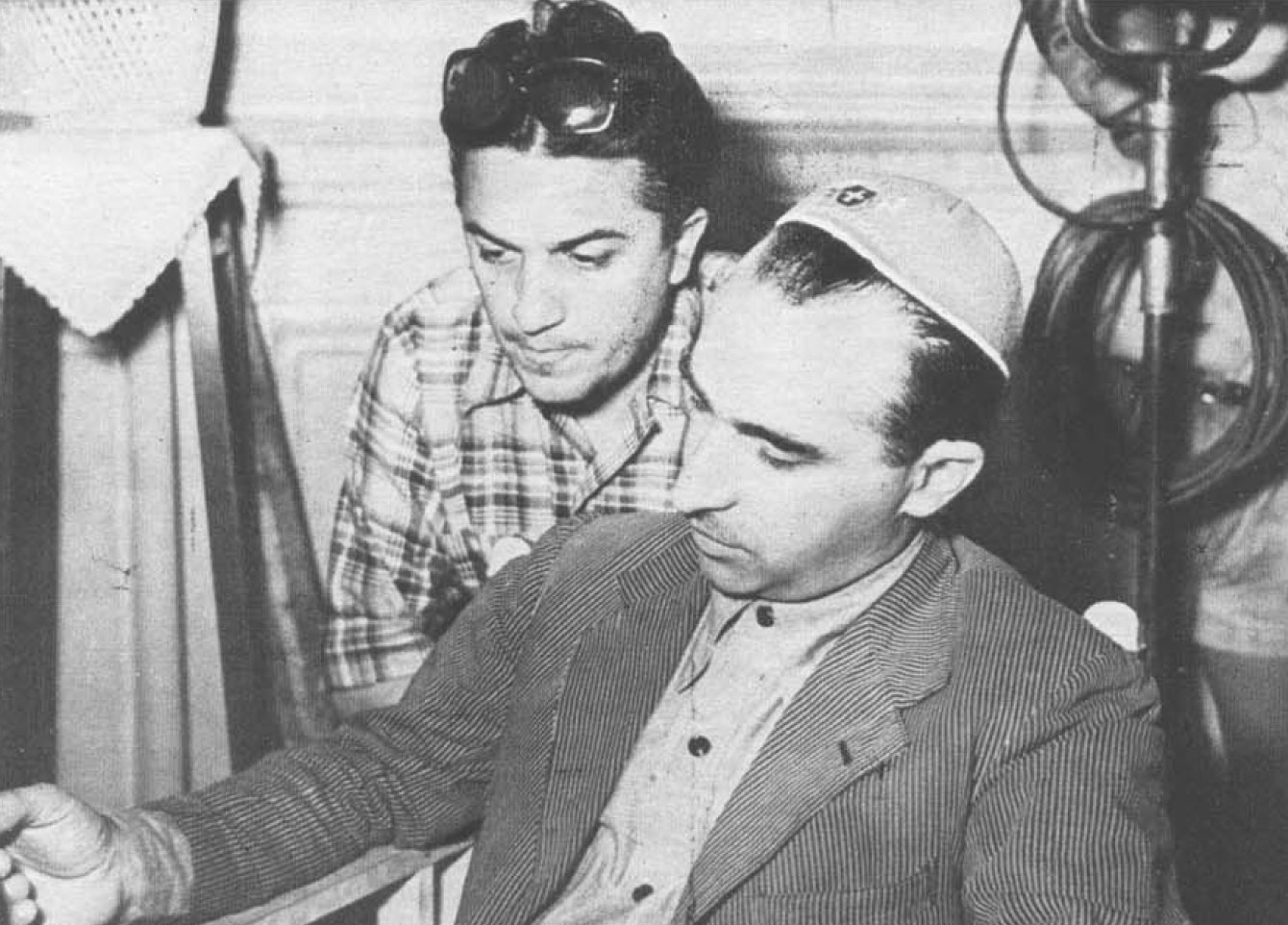
Federico Fellini et Alberto Lattuada lors du tournage des Feux du music-hall (1950).

Dans l'immédiate après-guerre, Lattuada s'approche du néoréalisme avec Le Bandit (1946), tourné dans une Turin dévastée par les bombardements et où il affiche ouvertement son amour pour le cinéma américain et en particulier celui du film de gangsters à la Scarface (1932). Sur ce tournage, sa femme, Carla Del Poggio, qu'il épouse le 2 avril 1945 (il aura d'elle deux enfants, Francesco, futur directeur de production de feuilletons télévisés, et Alessandro) et sa sœur Bianca Lattuada en tant que secrétaire de montage, débutent dans un rôle dramatique. Son film suivant, Le Crime de Giovanni Episcopo (1947), d'après Gabriele D'Annunzio, s'éloigne de tout courant pour suivre sa poétique de base (l'individu sans scrupules face à une société inerte et indifférente à tout) avec une rigueur maniaque dans l'élaboration des décors et de la direction d'acteurs. Dans ce film, le travail d'Aldo Fabrizi est particulièrement remarqué. En 1948, s'inspirant également du cinéma français, il met en scène Tullio Pinelli et Federico Fellini dans Sans pitié (1948), description d'un pays en ruine où la violence, la contrebande et la pègre débarquent avec l'aide des Américains. Le film est situé dans la Pineta del Tombolo, une pinède côtière de la province de Grosseto qui s'étend de Castiglione della Pescaia à la zone humide de Grosseto.
Le Moulin du Pô (1949), adapté du roman le plus célèbre de Riccardo Bacchelli (qui a également collaboré au scénario), date de 1949. Il supervise la mise en scène de Didon et Énée de Henry Purcell au Teatro dell'Opera di Roma et, avec Federico Fellini, Michelangelo Antonioni, Carlo Lizzani et Elsa Morante, commence à planifier une série de films sur des sujets brûlants tels que l'émigration, la spéculation immobilière et le système carcéral. La pression exercée par la société de production qui choisira plus tard de réaliser un film sur le concours de beauté Miss Italie et sur le monde des photoreportages l'amène à fonder une coopérative avec sa femme, Fellini et Giulietta Masina, et à réaliser Les Feux du music-hall (1950), une plongée dans le monde burlesque de l'avant-garde, à laquelle collaborent également son père et sa sœur. Le film s'avère cependant un fiasco financier,.

### Le succès avecAnna

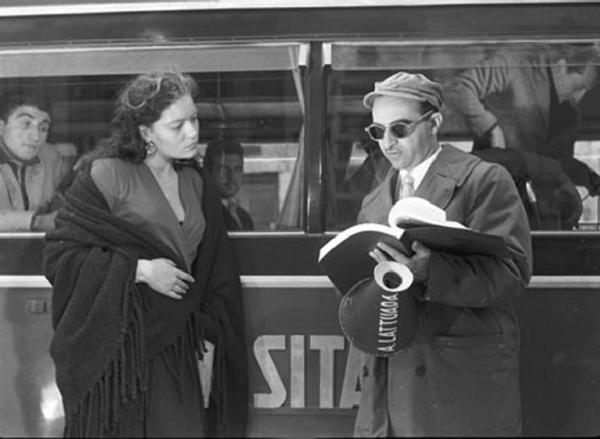
Le réalisateur avec l'actrice Kerima sur le tournage de La Louve de Calabre (1953).

Avec le film suivant, Anna (1951), Lattuada connaît son plus grand succès, grâce à des acteurs du niveau de Silvana Mangano, Raf Vallone et Vittorio Gassman, et grâce à une chanson, El Negro Zumbón (adaptée d'une mélodie baião de danse cubaine), qui devient un succès discographique mondial. Reprenant certains thèmes déjà présents dans Riz amer (1950) de Giuseppe De Santis, il fait également écho à la bande son du Mambo de Robert Rossen qui a suivi. Le film enregistre 9 965 624 entrées en se plaçant 1er du box-office Italie 1951. C'est le premier film italien à rapporter plus d'un milliard de lires lors de sa première sortie et le premier à être présenté doublé en anglais aux États-Unis. Le succès lui permet de réaliser, l'une de ses œuvres les plus importantes, Le Manteau (1952), adapté de la nouvelle éponyme de Nicolas Gogol, tourné à Pavie et interprété par Renato Rascel, l'un des premiers films à rompre définitivement avec le néoréalisme où réalité et fantaisie coexistent. Dans un court métrage complémentaire, intitulé "Le Manteau", au fil du temps, le critique italien Paolo Mereghetti, interviewé par la cinéaste Annarita Zambrano, donne son opinion sur la transposition littéraire effectuée par Alberto Lattuada. Ce qu'aima Lattuada dans le récit de Gogol, dit-il, c'était qu'à partir d'une démarche « typique de la littérature au XIXe siècle, c'est-à-dire réaliste et naturaliste », l'écrivain russe introduisait une dimension « burlesque et surréaliste ».

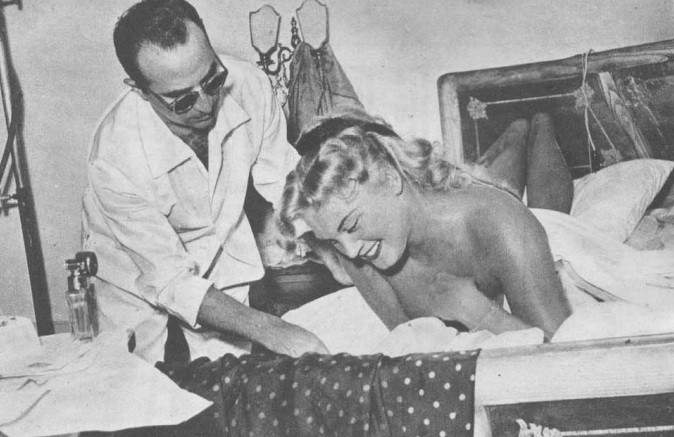
Alberto Lattuada et Martine Carol sur le tournage de La Pensionnaire (1954).

Avec le film La Louve de Calabre (1953), inspiré de la célèbre nouvelle de Giovanni Verga, Lattuada poursuit le parcours d'observation du corps et de la sexualité féminins qui l'accompagnera, à quelques exceptions près, tout au long de sa filmographie. Dans les films de Lattuada, la force de la figure féminine explicite pour la première fois l'aspect de la soumission de l'homme qui, par ailleurs, tend toujours vers la réalisation de ses propres fins sans scrupules moraux : la propriété, l'argent, le crime et la vengeance. Avec l'épisode Les Italiens se retournent, inclus dans L'Amour à la ville, Lattuada s'est arrêté pour examiner le phénomène de la « gauloiserie masculine », les réactions des hommes au passage de jolies femmes, avec la technique de la caméra cachée. Le projet a été un échec critique et commercial lors de sa première sortie, le critique français André Bazin étant l'un des rares à écrire une critique favorable, appréciant le concept et les non-acteurs interviewés. La Pensionnaire (1954) est un précurseur de la comédie de mœurs, une critique féroce de l'hypocrisie bourgeoise. Scuola elementare (1954) est une chronique des désirs économiques et féminins d'un instituteur et d'un concierge, incarnés par Riccardo Billi et Mario Riva. C'est aussi une description de l'école « militarisée » de l'époque, beaucoup plus rigide que celle d'aujourd'hui, dans laquelle les concierges portaient un uniforme et les enfants des tabliers noirs avec des nœuds, marchaient proprement par rangées de deux, se levaient lorsque le professeur entrait dans la classe et constituaient des classes strictement masculines ou féminines.

### Films sentimentaux et films épiques
Dans le diptyque Guendalina (1957) et Les Adolescentes (1960), le metteur en scène a suivi la transformation sentimentale et sexuelle de deux adolescentes, interprétées respectivement par Jacqueline Sassard et Catherine Spaak. À cela s'opposent les films épiques La Tempête (1958) et La Steppe (1962), inspirés de ses auteurs russes préférés, Alexandre Pouchkine et Anton Tchekhov. Les années 1960 sont caractérisées par des transpositions d'œuvres littéraires de Guido Piovene, La Novice (1960) ; Nicolas Machiavel, La Mandragore (1965) ; et Vitaliano Brancati, Don Giovanni in Sicilia (1967) ; culminant avec Venez donc prendre le café chez nous (Ruban d'argent 1971 : prix du meilleur scénario), adapté du roman Le Trigame de Piero Chiara, satire d'une certaine bourgeoisie provinciale hypocrite et prude, avec Ugo Tognazzi.

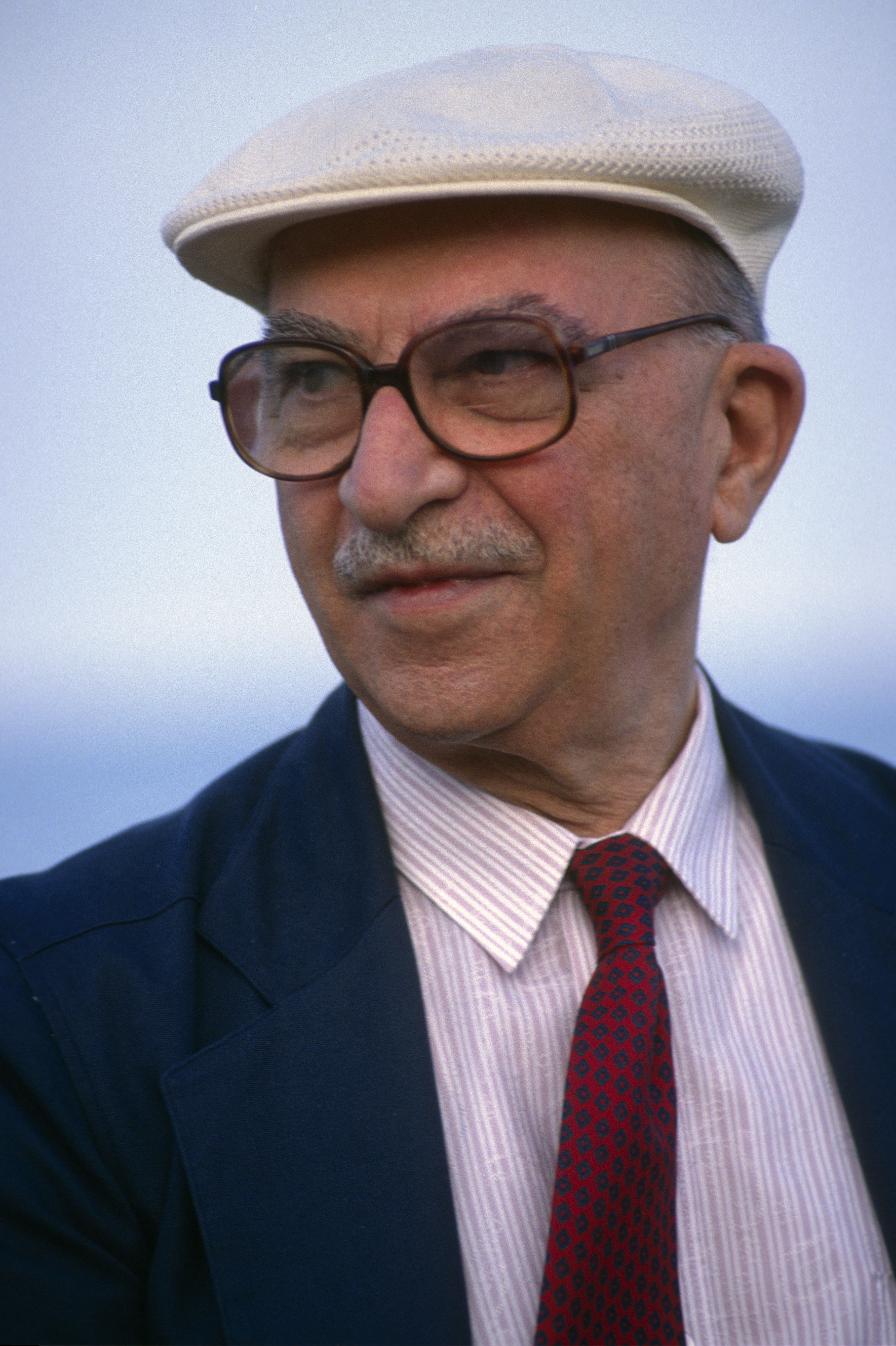
Alberto Lattuada en 1990.

En 1970, Lattuada connaît sa deuxième expérience en tant que metteur en scène d'opéra en ouvrant le Maggio Musicale Fiorentino avec La Vestale de Gaspare Spontini et il est également membre du jury de la Berlinale. Après deux films où il doit faire des concessions à la censure, Une bonne planque (1972) avec Sophia Loren, un quasi-remake d'Anna, et La Grosse Tête dans lequel Giancarlo Giannini, un laveur de vitres anonyme, imagine un geste sensationnel qui l'amènera à la une des journaux, Lattuada, à partir de 1974, veut aborder le thème de l'érotisme en commençant par La bambina et en poursuivant avec Oh, Serafina ! d'après un roman de Giuseppe Berto, La Fille sur le thème de l'inceste, jusqu'à ses deux derniers films pour le grand écran, considérés artistiquement comme deux échecs, La Cigale et Une épine dans le cœur, toujours d'après Piero Chiara.

### Télévision
En 1981, il commence à réaliser Nu de femme, qu'il doit abandonner presque immédiatement en raison de désaccords avec l'acteur principal, Nino Manfredi, qui finit donc par se mettre lui-même en scène. Au cours des années 1980, Lattuada signe trois œuvres pour le petit écran : l'épique Christophe Colomb, qui connaît un grand succès, l'intense mini-série Due fratelli (it) et le moyen métrage Mano rubata, adapté d'une nouvelle de Tommaso Landolfi, qui explore le monde impitoyable des jeux d'argent. En 1994, il fait une apparition amicale dans le film Il toro (it), réalisé par Carlo Mazzacurati, et quatre ans plus tard, il fait don de toutes ses archives à la Fondazione Cineteca Italiana de Milan, dirigée à l'époque par Gianni Comencini.

### Mort
Il meurt à l'âge de quatre-vingt-dix ans dans sa maison de campagne d'Orvieto (province de Terni), le 3 juillet 2005, après avoir souffert de la maladie d'Alzheimer pendant un certain temps. Les funérailles sont célébrées dans la basilique Santa Maria in Montesanto sur la Piazza del Popolo ; le cercueil est transporté au cimetière di Prima Porta pour y être incinéré, et les cendres sont enterrées à côté de son père Felice dans la tombe familiale du cimetière de Morimondo.

## Archives d'Alberto Lattuada

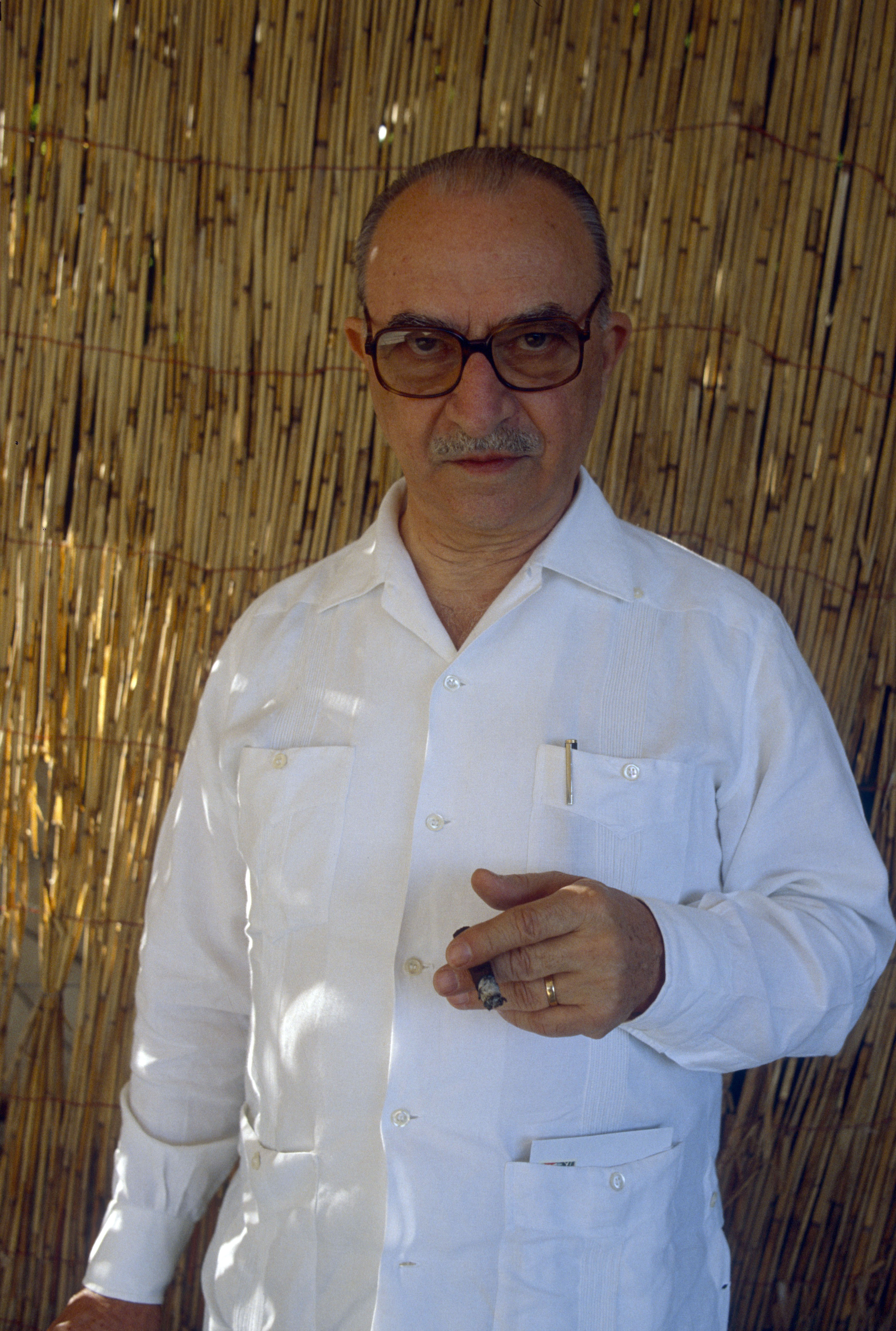
Alberto Lattuada en 1990.

Les archives, données par Carla Del Poggio à la Fondazione Cinémathèque de Bologne en 2009 comprennent des documents relatifs à l'actrice et à son mari. Le matériel n'a pas été classé, à l'exception d'un album de coupures imprimées classées par ordre chronologique. La collection est incluse dans la déclaration d'intérêt historique particulièrement important concernant le patrimoine documentaire de la Fondazione Cineteca di Bologna, délivrée par l'arrêté no 33 du 6 mars 2013 de la Direction régionale des Biens culturels et paysagers d'Émilie-Romagne.
La documentation rassemblée par Carla Del Poggio concerne son activité artistique et celle de son mari, en particulier des ébauches, scripts et scénarios de productions cinématographiques et télévisuelles auxquelles l'actrice a participé ou qui ont été réalisées par Lattuada ; esquisses et projets au crayon et au fusain (peut-être de Lattuada lui-même) ; un portrait au fusain de Carla Del Poggio ; des brochures et des programmes imprimés de présentations et de rétrospectives de films auxquels elle a participé en tant qu'actrice ou qui ont été réalisés par son mari, des coupures imprimées (rassemblées ou en vrac) et des articles de journaux et de revues (italiens et étrangers) relatifs à l'activité artistique des deux époux ; des revues, un catalogue, une monographie de film et la collection de la revue Il selvaggio (1928-1931). Le fonds comprend également : de la correspondance, avec des lettres reçues et des minutes de lettres envoyées par Lattuada ; des rapports, des notes, des notes manuscrites et dactylographiées du réalisateur à caractère biographique ou relatives à la préparation des films.
Les photographies (individuelles ou groupées) comprennent : des images des premières auditions de Carla Del Poggio au Centro sperimentale di cinematografia de Rome ; des prises de vue lors de représentations théâtrales et sur les plateaux de tournage de films et de productions télévisées ; des photos de films ; des événements et des cérémonies de remise de prix ; des portraits de Carla Del Poggio et d'Alberto Lattuada. Certaines photographies sont accompagnées de brochures imprimées, de coupures de journaux, de cartes et de diverses indications relatives au contenu de la photographie ou de la séance photo. Il y a également quelques tirages relatifs à la vie privée du couple, y compris des photos de mariage et des voyages du couple. La plupart des photographies portent au verso des indications manuscrites de différentes mains sur le contenu (contexte ou film), les reconnaissances des personnages photographiés et la date d'exécution, ainsi que le cachet du studio photographique. Dans certains cas, des dédicaces manuscrites figurent au recto.

## Points de vue
- « Il y a un secret, chez Lattuada. Il raconte de toutes les manières possibles le pathétique tendre, amer et comique de la solitude. C'est le roi de la litote invisible, il est toujours en deçà, jamais au-delà. » (Pierre Kast)[21]
- « Lattuada est un des auteurs italiens qui accordent la plus grande place à "la chair" comme disent les théologiens, mais à l'inverse de ces derniers, il ne considère pas cela comme un péché. Ses films sont sillonnés de femmes extraordinaires, d'érotomanes étranges (l'homme en blanc de Sans pitié) et les passions n'y masquent pas leurs aspects épidermiques. » (Michel Mardore)[22]
- « De tous les cinéastes italiens, Lattuada est celui dont l'âge artériel est le plus vivace, celui qui est le moins complexé, qui est le plus porté sur la chose. » (Ado Kyrou)[23]
- «  Outre la fidélité à soi-même, qui chez Lattuada est une fidélité acharnée, sauvage, indomptable, j'ai appris la patience, la discipline, l'attention vigilante jusqu'à la souffrance. J'ai appris l'exacte étude d'un caractère, d'une psychologie, le refus du lieu commun. » (Mario Soldati)[24]

## Propos d'Alberto Lattuada

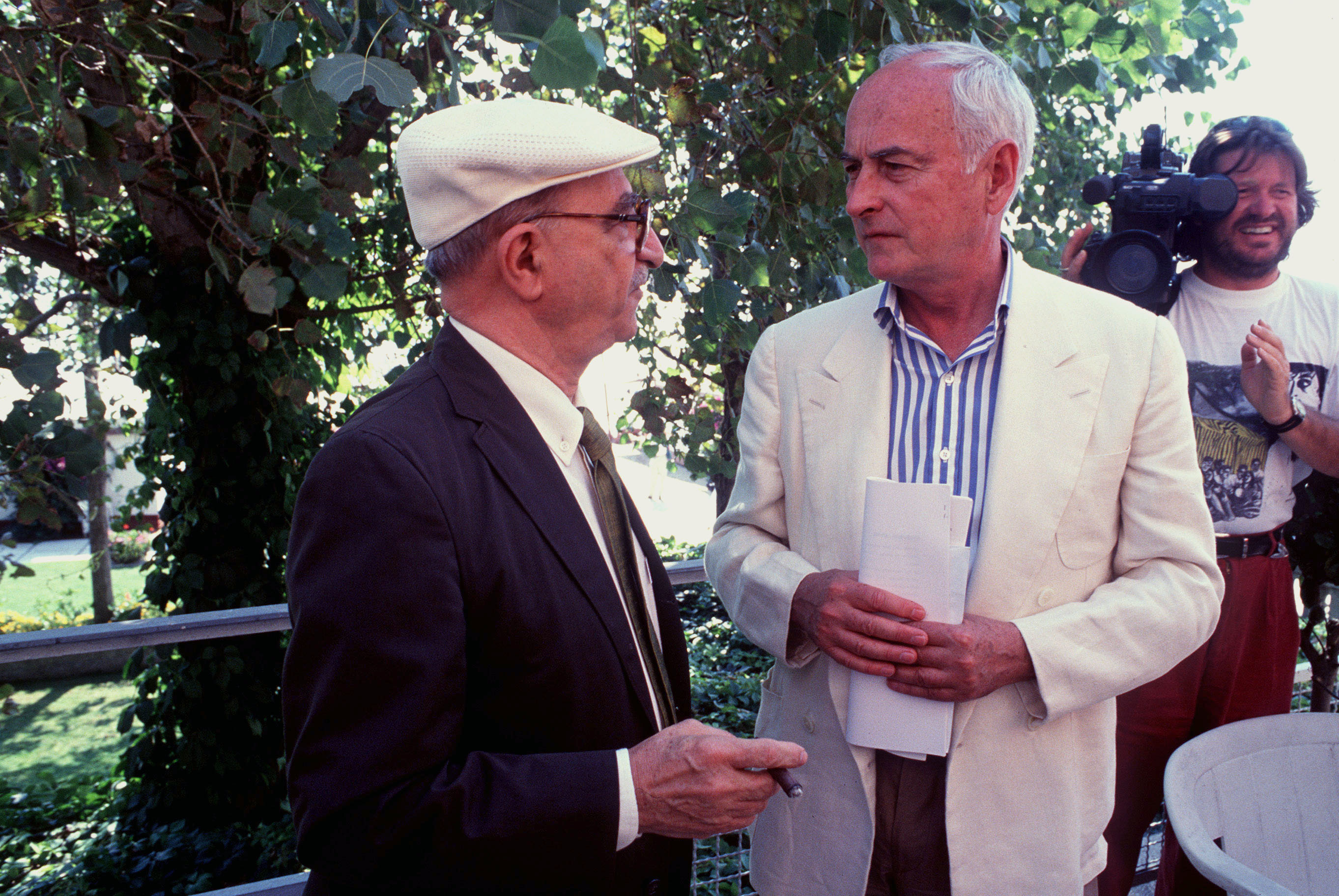
Alberto Lattuada et James Ivory à la Mostra de Venise 1991.

- « Je crois que la constante que l'on retrouve dans tous mes films, c'est l'état de solitude de l'individu en face de la société, solitude inséparable d'une aspiration de l'individu à rejoindre au sein de la société ceux qui espèrent et luttent avec lui. Attitude de rébellion, engendrée par la solitude, dressée contre elle, et ne débouchant, dans la plupart des cas, que sur la confirmation de cette solitude. » (Bianco e Nero, juin 1961).
- « J'ai toujours eu scrupule à adhérer "triomphalement" à mon époque. J'ai même la coquetterie de vouloir n'être compris qu'avec quelque retard, et, par conséquent, de chercher à anticiper sur certains thèmes, certaines manières. Prenez Les Italiens se retournent. Dix ans avant la Nouvelle Vague la caméra portative s'y jette dans les rues, monte en automobile, se fait œil indiscret et choisit la réalité la plus secrète. Voyez encore Le Moulin du Pô, critique historique d'une époque révolue, conduite en fonction des problèmes de l'Italie contemporaine (des années avant Senso), ou Le Manteau dont le réalisme fantastique précède de beaucoup celui de La strada. Ou Les Adolescentes qui a ouvert le débat sur le problème que pose aux adolescents l'éveil de leur sexualité ? Si donc je repense au Bandit et à Sans pitié, je dirai que les parties les plus valables de ces films sont aussi les plus détachées de l'événement, de l'actualité. Ce sont les plus symboliques, dont la signification se voulait universelle. Alors que les plus caduques sont les plus ancrées dans le documentaire. » (Inquadrature, octobre 1962-septembre 1963. Entretien avec Lino Peroni)
- « Fidélité absolue à l'esprit de l'œuvre littéraire, infidélité maximum dans la conduite narrative de la transposition cinématographique : voilà comment on pourrait caractériser les rapports entre cinéma et littérature ; (...) les deux forces s'entraident, s'intègrent, se vicient, se corrompent l'une l'autre, donnant vie à des impuretés fascinantes ou révoltantes. » (Cinéma et littérature (1965), in Feuillets au vent, Éditions J.C. Lattès)

## Filmographie

### Réalisateur
- 1943 : Giacomo l'idealista, également monteur
- 1945 : La nostra guerra, court-métrage documentaire
- 1945 : Le Passé qui tue (La freccia nel fianco) (coréalisé avec Mario Costa)
- 1946 : Le Bandit (Il bandito)
- 1947 : Le Crime de Giovanni Episcopo (Il delitto di Giovanni Episcopo)
- 1948 : Sans pitié (Senza pietà)
- 1949 : Le Moulin du Pô (Il mulino del Po)
- 1950 : Les Feux du music-hall (Luci del varietà), également producteur
- 1951 : Anna
- 1952 : Le Manteau (Il cappotto)
- 1953 : La Louve de Calabre (La lupa)
- 1953 : L'Amour à la ville (L'amore in città), segment Les Italiens se retournent (Gli Italiani si voltano)
- 1954 : Scuola elementare
- 1954 : La Pensionnaire (La spiaggia)
- 1957 : Guendalina
- 1958 : La Tempête (La tempesta)
- 1960 : Les Adolescentes (I dolci inganni)
- 1960 : La Novice (Lettere di una novizia)
- 1961 : L'Imprévu (L'imprevisto)
- 1962 : Mafioso
- 1962 : La Steppe (La steppa)
- 1965 : La Mandragore (La mandragola)
- 1967 : Mission T.S. (Matchless)
- 1967 : Don Giovanni in Sicilia
- 1969 : L'amica
- 1969 : Fräulein Doktor
- 1970 : Venez donc prendre le café chez nous (Venga a prendere il caffè da noi)
- 1972 : Une bonne planque (Bianco, rosso e...)
- 1973 : La Grosse Tête (Sono stato io!)
- 1974 : La bambina (Le farò da padre)
- 1976 : Cœur de chien (Cuore di cane)
- 1976 : Oh, Serafina !
- 1978 : La Fille (Così come sei)
- 1980 : La Cigale (La cicala)
- 1981 : Nu de femme (Nudo di donna) - Lattuada abandonna le tournage au bout de quelques jours et le film fut réalisé par Nino Manfredi
- 1985 : Christophe Colomb (téléfilm en quatre épisodes)
- 1987 : Une épine dans le cœur (Una spina nel cuore)
- 1988 : Due fratelli (it) (feuilleton TV)
- 1989 : 12 registi per 12 città
- 1989 : Mano rubata (film TV)

### Scénariste
- 1941 : Le Mariage de minuit (Piccolo mondo antico)
- 1942 : Oui madame (Sissignora)
- 1943 : Giacomo l'idealista
- 1945 : La freccia nel fianco
- 1946 : Le Bandit (Il bandito)
- 1947 : Le Crime de Giovanni Episcopo (Il delitto di Giovanni Episcopo)
- 1948 : Le Moulin du Pô (Il mulino del Po)
- 1950 : Les Feux du music-hall (Luci del varietà)
- 1952 : Le Manteau (Il cappotto)
- 1953 : L'Amour à la ville (L'amore in città), segment Les Italiens se retournent (Gli Italiani si voltano)
- 1953 : La Louve de Calabre (La lupa)
- 1954 : La Pensionnaire (La spiaggia)
- 1956 : Guendalina
- 1958 : La Tempête (La tempesta)
- 1960 : Les Adolescentes (I dolci inganni)
- 1960 : La Novice (Lettere di una novizia)
- 1961 : L'Imprévu (L'imprevisto)
- 1962 : La Steppe (La steppa)
- 1965 : La Mandragore (La mandragola)
- 1966 : Mission T.S. (Matchless)
- 1967 : Don Giovanni in Sicilia
- 1969 : L'amica
- 1969 : Fräulein Doktor
- 1970 : Venga a prendere il caffè da noi
- 1972 : Bianco, rosso e...
- 1973 : Sono stato io!
- 1974 : La bambina (Le farò da padre)
- 1975 : Cuore di cane, également producteur
- 1976 : Oh, Serafina !
- 1978 : La Fille (Così come sei)
- 1979 : Il corpo della ragassa
- 1980 : La Cigale (La cicala)
- 1985 : Christophe Colomb (téléfilm en quatre épisodes)
- 1987 : Une épine dans le cœur (Una spina nel cuore)
- 1988 : Due fratelli (it) (feuilleton TV)

### Acteur
- 1950 : Les Feux du music-hall (Luci del varietà) : préposé au théâtre
- 1955 : Un héros de notre temps : le directeur
- 1976 : Oh, Serafina ! : médecin de l'asile de fous
- 1978 : La Fille (Così come sei) : le clochard
- 1994 : Il toro (it) : Colombani

### Mises en scène de spectacles d'opéra
- Didon et Énée de Henry Purcell, Teatro dell'Opera de Rome, 1949.
- Le Viol de Lucrèce de Benjamin Britten, Teatro dell'Opera de Rome, 1949.
- La Vestale de Gasparo Spontini, Teatro Comunale de Florence (inauguration du Mai musical), 1970.

## Distinctions
- Prix pour l'ensemble de la carrière David di Donatello Awards 1994
- Prix du Meilleur réalisateur, décerné par le Sindicato Nazionale Critici Cinematografici Italiani (SNCCI) à Rome, pour Le Crime de Giovanni Episcopo en 1948
- Prix du meilleur scénario, décerné par le SNCCI à Rome pour Guendalina en 1958
- Prix de la meilleure réalisation au Festival de cinéma de San Sebastián 1961 pour L'Imprévu